# Президентські вибори в Туреччині 2023
Президентські вибори в Туреччині відбулися 14 травня 2023 року в межах загальних виборів 2023 року разом із парламентськими виборами та 28 травня 2023 року (другий тур). Виборці обрали президента терміном на п'ять років.

## Дата
Чергові президентські вибори мали відбутися 18 червня 2023 року. Проте виборче законодавство дозволяло перенести дату.
У 2020 році були припущення про дострокові вибори перед черговими у 2023 році. Тоді Девлет Бахчелі, лідер партнера по коаліції MHP, спростував їх. У письмовій заяві він зазначив, що вибори відбудуться не раніше 2023 року. Він також підтвердив, що нинішня коаліція між AKP і MHP залишиться незмінною, і Ердоган буде їхнім спільним кандидатом у президенти. На початку січня 2023 року AKP згадала про можливі позачергові вибори, які мають відбутися 16 або 30 квітня або 14 травня. Але так званий «Стіл шести», який складається з шести опозиційних партій, оголосив, що не погоджуватиметься на дострокові вибори після 6 квітня.
18 січня 2023 року Ердоган, президент Туреччини, повідомив, що вибори відбудуться раніше запланованої дати, а саме 14 травня 2023 року, символічно згадуючи про перемогу Аднана Мендереса на президентських виборах в Туреччині 14 травня 1950, де він переміг кандидата від тоді правлячої партії CHP. 22 січня 2023 року Ердоган заявив, що вибори відбудуться 14 травня.

### Календар виборів
Вища виборча рада оголосила наступний календар виборів Президента та парламентських виборів у 2023 році:
- 18 березня: Вища виборча рада оголошує офіційний початок виборчого циклу.
- 19 березня: подання кандидатур до Вищої виборчої ради.
- 20 березня: незалежні кандидати в президенти можуть подавати заявки до 17.00. Заявки незалежних кандидатів розглядає Вища виборча рада і станом на 23:00 кандидатам буде повідомлено про відсутність документів або інші недоліки.
- 21 березня: незалежні кандидати в президенти, чию заяву відхилила Вища виборча рада, можуть подати апеляцію та вимагати повторного розгляду до 17:00.
  - Кінцевий термін висунення політичними партіями кандидата в президенти.
- 28 березня: оголошення тимчасового списку кандидатів у Президенти та початок розгляду апеляцій.
- 31 березня: оголошення остаточного списку кандидатів у президенти.
- 1 квітня: вручення виборчих бюлетенів кандидатам у Президенти.
- 12 квітня: завершення підготовки внутрішніх та міжнародних реєстрів виборців.
- 27 квітня: початок процедури голосування на митниці та за кордоном.
- 9 травня: кінцевий термін голосування за кордоном.
- 13 травня: закінчення передвиборчої агітації та початок виборчої тиші о 18:00.
- 14 травня: день голосування. Оголошення тимчасових результатів виборів президента о 23:59.
- 19 травня: Вища виборча рада оголосила остаточні результати виборів.

У разі проведення президентських виборів у два тури :
- 15 травня: початок передвиборчої агітації у другому турі президентських виборів.
- 20 травня: початок процедури голосування на митниці та за кордоном.
- 24 травня: крайній термін голосування за кордоном.
- 27 травня: закінчення передвиборчої агітації та початок виборчої тиші о 18:00.
- 28 травня: день голосування. Другий тур президентських виборів.
- 29 травня: оголошення тимчасових результатів президентських виборів.
- 1 червня: оголошення остаточних результатів президентських виборів.

## Передісторія

### Вибори 2018 року
Попередні президентськіі вибори в Туреччині відбулися 24 червня 2018 року. Вибори ознаменували перехід країни від парламентської системи до президентської, як це було схвалено виборцями на суперечливому конституційному референдумі 2017 року. На цих виборах перемогу здобув чинний президент Реджеп Таїп Ердоган, який обіймав цю посаду з 2014 року. Тим часом правляча Партія справедливості та розвитку (AKP) уперше з червня 2015 року втратила абсолютну більшість у Великих національних зборах Туреччини, що змусило її покладатися на свого партнера по коаліції, Партію націоналістичного руху (MHP) очолюваній Девлетом Бахчелі щоб ухвалити відповідне законодавство.

## Виборча система
Президент Туреччини обирається прямим голосуванням за двотуровою системою, де кандидат повинен отримати просту більшість (понад 50 %) голосів виборців, щоб бути обраним. Якщо жоден з кандидатів не отримує абсолютної більшості, то проводиться другий тур між двома кандидатами, за яких проголосували найбільше в першому турі, переможець якого потім оголошується обраним. Перші прямі вибори президента Туреччини відбулися в 2014 році після того, як референдум 2007 року скасував попередню систему, за якою глава держави обирався законодавчим органом — Великими національними зборами Туреччини. Термін повноважень президента Туреччини обмежений, і він може обіймати щонайбільше два п'ятирічні терміни поспіль. Якщо позачергові вибори відбудуться до закінчення другого терміну, буде дозволено третій термін. Позачергові вибори можуть бути проведені за згодою 60 % депутатів у Великих національних зборах Туреччини або призначені указом президента. У лютому 2022 року Мустафа Шентоп, спікер Великих національних зборів Туреччини, заявив, що Ердоган може балотуватися на третій президентський термін, незважаючи на те, що конституція Туреччини обмежує президентство двома термінами. Шельчук Оздаг з Партії майбутнього стверджував, що уряд хоче порушити конституцію цим балотуванням, оскільки Ердоган уже двічі обирався.
Кандидати в президенти повинні бути не молодше 40 років і мати повну вищу освіту. Будь-яка політична партія, яка набрала 5 % голосів на попередніх парламентських виборах, може висунути кандидата, хоча партії, які не досягли цього порогу, можуть створювати альянси та висувати спільних кандидатів, якщо їх загальна частка голосів перевищує 5 %. Самовисуванці можуть балотуватися, якщо зберуть 100 тисяч підписів виборців.

## Кандидати

### Заявлені кандидати
- Реджеп Таїп Ердоган, чинний президент Туреччини (2014—дотепер)[12]

- Джем Узан, колишній лідер Молодої партії (GP)[13]

- Мухаррем Індже, лідер Партії Батьківщина, кандидат у президенти 2018 року[14]
- Сінан Оган, колишній член парламенту від MHP (2011—2015) (балотується як самовисуванець)
  - За підтримки Ancestral Alliance[15]
- Кемаль Кілічдароглу, лідер Республіканської народної партії та лідер опозиції; кандидат від шестипартійного блоку «Національний альянс»[16][17].

### Потенційні кандидати
- Ахмет Давутоглу, лідер Партії майбутнього, 26-й прем'єр-міністр Туреччини (2014—2015), 42-й міністр закордонних справ (2009—2014)[18]
- Алі Бабаджан, лідер Партії демократії та прогресу, віцепрем'єр-міністр Туреччини (2009—2015), 41-й міністр закордонних справ (2007—2009), державний міністр (2002—2007)[18]
- Гюльтекін Уйсал, лідер Демократичної партії[18]
- Темел Карамоллаоглу, лідер Партії Щастя, мер Сіваса (1989—1995), кандидат у президенти 2018 року[18]
- Первін Булдан, співголова Народно-демократичної партії, віцеспікер парламенту (2015—2018)
- Фатіх Ербакан, лідер Партії нового добробуту[19]
- Абдулла Гюль, 11-й президент Туреччини (2007—2014), 24-й прем'єр-міністр Туреччини (2002—2003), 40-й міністр закордонних справ (2003—2007)[20]
- Сулейман Сойлу, міністр внутрішніх справ (2016-дотепер), міністр праці та соціального забезпечення (2015—2016)[20]
- Догу Перінчек, лідер Патріотичної партії, кандидат у президенти 2018 року[20]
- Тансу Чіллер, 22-га прем'єрка Туреччини (1993—1996), 36-й міністр закордонних справ (1996—1997), державний міністр (1991—1993)[21]
- Мустафа Саріґюл, лідер Партії за зміни у Туреччині, мер міста Шишли (1999—2014)[22]

### Відмовилися брати участь
- Девлет Бахчелі, лідер Партії націоналістичного руху, віцепрем'єр-міністр (1999—2002)[23]
- Екрем Імамоглу, мер Стамбула (2019-донині), мер району Бейлік'юзу (2014—2019)[24]
- Мансур Яваш, 29-й мер Анкари (2019-донині), мер району Бейпазари (1999—2009)[25][26]
- Мерал Акшенер, лідерка Хорошої партії, міністр внутрішніх справ (1996—1997), кандидатка в президенти в 2018 році[27]

## Опитування громадської думки

Опитування щодо президентських виборів у Туреччині 2023

## Результати

### Перший тур
У першому турі 14 травня 2023 року жоден із кандидатів не набрав достатньої кількості голосів для перемоги, другий тур виборів призначили на 28 травня. Результати першого туру:
- Реджеп Таїп Ердоган — 49,5 % (26,86 млн)
- Кемаль Киличдароглу — 44,89 % (24,43 млн)
- Сінан Оган (кандидат від Альянсу ATA) — 5,17 % (2,8 млн)
- Мухаррем Індже (лідер партії «Батьківщина», знявся за кілька днів до голосування) — 0,44 % (235,6 тис.)

### Другий тур
Перемогу здобув Реджеп Таїп Ердоган, якого було переобрано президентом. У другому турі він обійшов Кемаля Киличдароглу на 4 % голосів, отримавши 52,14 %. Через перемогу Ердогана турецька ліра впала на 0,3 % до 20,03 за $1, це близький рекордно низького рівня курс валюти.